# Henri van der Noot

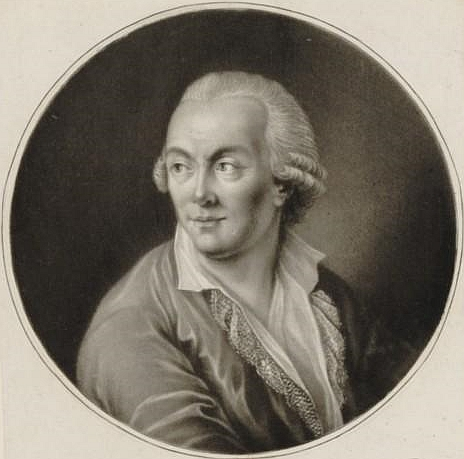
Henri van der Noot

Henri van der Noot (también en francés. Henri-Charles-Nicolas y en alemán Heinrich Karl Nikolaus; 7 de enero de 1731 en Bruselas—12 de enero de 1827 en Strombeek) desempeñó un papel importante en la Revolución de Brabante.
- Datos: Q689056
- Multimedia: Henri van der Noot / Q689056